# Milena Govich

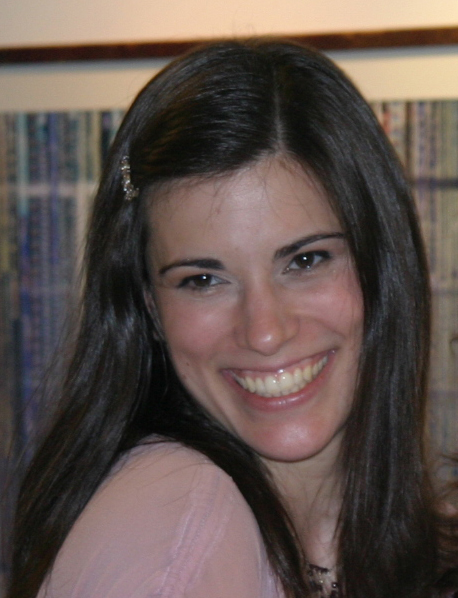
Milena Govich (2008)

Milena Govich (* 29. Oktober 1976 in Norman, Oklahoma) ist eine US-amerikanische Schauspielerin, die unter anderem für ihre Rolle als Nina Cassady in der Fernsehserie Law & Order bekannt ist.

## Leben
Milena Govich wuchs in Norman, Oklahoma, als Tochter der beiden Gesangsprofessoren Bruce und Marilyn Govich auf. Sie besuchte die Norman High School und die University of Central Oklahoma, erlernte Ballett, Violine und Gesang. Nach ihrem Collegeabschluss 1999 zog Govich nach New York und trat dort zunächst am Broadway auf, unter anderem in den Musicals Cabaret, The Boys from Syracuse und Good Vibrations.
Ihr Debüt vor der Kamera gab die Schauspielerin 2004 im Independentkurzfilm Bad Behavior. 2005 bekam Govich eine Nebenrolle in der Fernsehserie Rescue Me, die sie bis 2009 in insgesamt 16 Folgen spielte. Ebenfalls 2005 war sie in einer Gastrolle in der 16. Staffel der Kriminalserie Law & Order zu sehen, im darauffolgenden Jahr erhielt sie gleich zwei Hauptrollen innerhalb des Franchises. Zunächst spielte sie im kurzlebigen Law-&-Order-Ableger Conviction die Staatsanwältin Jessica Rossi, ein halbes Jahr später folgte eine Hauptrolle in der 17. Staffel von Law & Order, wo sie als Ermittlerin Nina Cassady die Nachfolge von Dennis Farina antrat. Im Juni 2007 wurde jedoch bekannt, dass ihr Vertrag für die 18. Staffel nicht verlängert wird.
Seitdem war Govich vorwiegend in Nebenrollen zu sehen, unter anderem in den Serien K-Ville, Psych, The Defenders und Make It or Break It.
Die Schauspielerin ist seit 2003 mit dem Komponisten und Dramatiker David Cornue verheiratet.

## Filmografie (Auswahl)
- 2004: Bad Behavior (Kurzfilm)
- 2005–2009: Rescue Me (Fernsehserie, 16 Episoden)
- 2006: Conviction (Fernsehserie, 13 Episoden)
- 2005–2007: Law & Order (Fernsehserie, 23 Episoden)
- 2007: K-Ville (Fernsehserie, 4 Episoden)
- 2009: Psych (Fernsehserie, Episode 3x12)
- 2009: Sordid Things
- 2010: The Defenders (Fernsehserie, 2 Episoden)
- 2011: A Novel Romance
- 2012: Make It or Break It (Fernsehserie, 2 Episoden)
- 2014–2015: Finding Carter (Fernsehserie, 24 Episoden)
- 2015: #Lucky Number
- 2015: The Mentalist (Fernsehserie, Episode 6x14)
- 2018: Closure
- 2020: Be the Light
- 2021: The Cleaner